# Clase Benham
La clase Benham de diez destructores fue construida para la Armada de los Estados Unidos (USN). Eran parte de una serie de destructores de la USN limitados a 1.500 toneladas de desplazamiento estándar por el Tratado Naval de Londres y construidos en la década de 1930. La clase se estableció en 1936-1937 y todos se encargaron en 1939. Gran parte de su diseño se basó en los destructores de clase Gridley y clase Bagley inmediatamente anteriores. Al igual que estas clases, los Benham se destacaron por incluir dieciséis tubos de torpedos de 21 pulgadas (533 mm), el armamento de torpedos más pesado que jamás haya tenido un destructor estadounidense. Introdujeron una nueva caldera de alta presión que ahorró espacio y peso, ya que solo se requerían tres de las nuevas calderas en comparación con cuatro de los diseños más antiguos.
La clase sirvió extensamente en la Segunda Guerra Mundial en los teatros del Atlántico, el Mediterráneo y el Pacífico, incluidas las Patrullas de Neutralidad en el Atlántico 1940-1941. Sterett recibió la Mención de Unidad Presidencial de los Estados Unidos por la Batalla de Guadalcanal y la Batalla del Golfo de Vella,  y la Mención de unidad presidencial de la República de Filipinas por su servicio en la Segunda Guerra Mundial. Dos de la clase se perdieron durante la Segunda Guerra Mundial, tres fueron desguazados en 1947, mientras que los cinco barcos restantes se hundieron después de ser contaminados por las pruebas de la bomba atómica Operation Crossroads en el atolón de Bikini en el Pacífico.